# 蒙特羅斯 (堪薩斯州)
蒙特羅斯（英語：Montrose）為位在美國堪薩斯州朱厄爾縣的非建制地區。

## 歷史
1880年，境內設立第一間郵局，原稱德爾塔（Delta），其後於1888年更名為蒙特羅斯。「蒙特羅斯」這個地名的由來至今不明。

## 外部連結
- Jewell County Map （页面存档备份，存于）, KDOT